# Nard (parfum)
Pour les articles homonymes, voir nard.

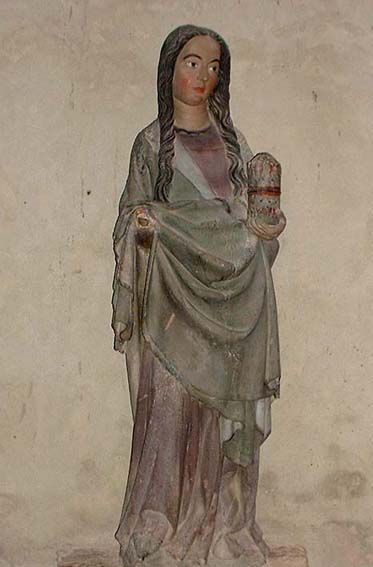
Marie de Béthanie (selon Jean 12,3) et son flacon de nard, église de Serdinya.

Le nard (en hébreu : נרד  et arabe : النارد "nered", en sanskrit : भूतजटा (Bhūtajaṭā) ou जटामांसी (Jaṭāmāṃsī), en hindi : बालछड़ (Bālchar̤, Bālchaḍ)) est sans doute l'un des plus anciens parfums orientaux connus. Il s'agit, sous sa forme d'huile, d'un liquide de couleur ambrée.

## Origine
L'huile de nard est extraite du rhizome de Nardostachys jatamansi auct. (Nardostachys grandiflora DC.). Cette plante pousse dans les montagnes himalayennes au Népal, ainsi qu'en Inde, au Bhoutan, et en Chine avec Nardostachys chinensis Batalin (considéré comme un synonyme), qui est souvent appelée nard chinois [Nardostachys sinensis (sic)]. Le genre Nardostachys appartient à la famille des Valérianacées, dont fait aussi partie la Valeriana celtica, une plante alpestre au parfum capiteux, appelée également nard celtique.
Cette plante est un ingrédient connu de la médecine traditionnelle ayurvédique, employée entre autres pour faciliter la repousse des cheveux. Elle est, en dehors de ses applications en parfumerie, utilisée pour fabriquer de l'encens et comme sédatif.

## Notoriété
On sait que l'utilisation du nard est très ancienne, d'une part car elle fait partie intégrante de la tradition ayurvédique indienne, et d'autre part parce qu'elle était considérée dans l'Égypte ancienne, au Moyen-Orient et dans la Rome antique comme un parfum de luxe. Dans son Histoire naturelle, Pline dénombre douze espèces de nard. De nombreux textes anciens considèrent le nard comme un produit de grande valeur, monétaire comme spirituelle. Il était utilisé dans de nombreux rites religieux, en partie pour ses effets sédatifs et narcotiques.
On en trouve quelques occurrences dans la Bible : dans le Cantique des cantiques (1,12 et 4,13), Marc 14 et Jean 12 Dans l'Évangile selon Marc, une femme brise « un flacon d'albâtre contenant un nard pur de grand prix » et le verse sur la tête de Jésus (Marc 14,3), et dans celui de Jean, « prenant une livre d'un parfum de nard pur, de grand prix, Marie de Béthanie oignit les pieds de Jésus et les essuya avec ses cheveux ; et la maison s'emplit de la senteur du parfum » (Jean 12,3).
Scribonius Largus, médecin à la cour de l'empereur Claude donne des détails sur les dentifrices préférés de l'impératrice Messaline, dont ceux contenant du nard pour améliorer l'haleine.
Aétios d'Amida, médecin grec vivant au tournant des Ve et VIe siècles  de notre ère, mentionne l'ambre gris comme composant d’une recette de nard destiné à l’église.
Gustave Flaubert le cite dans Salammbô : « Il y avait, au milieu de la terrasse, un petit lit d'ivoire (...) et dans les quatre coins s'élevaient quatre longues cassolettes remplies de nard, d'encens, de cinnamome et de myrrhe. » Chapitre 3.

## Aujourd'hui
Le nard n'est pratiquement plus utilisé de nos jours, on lui préfère des espèces plus communes, donc plus faciles d'accès, de valérianes, mais surtout son odeur très forte n'est pas toujours appréciée.

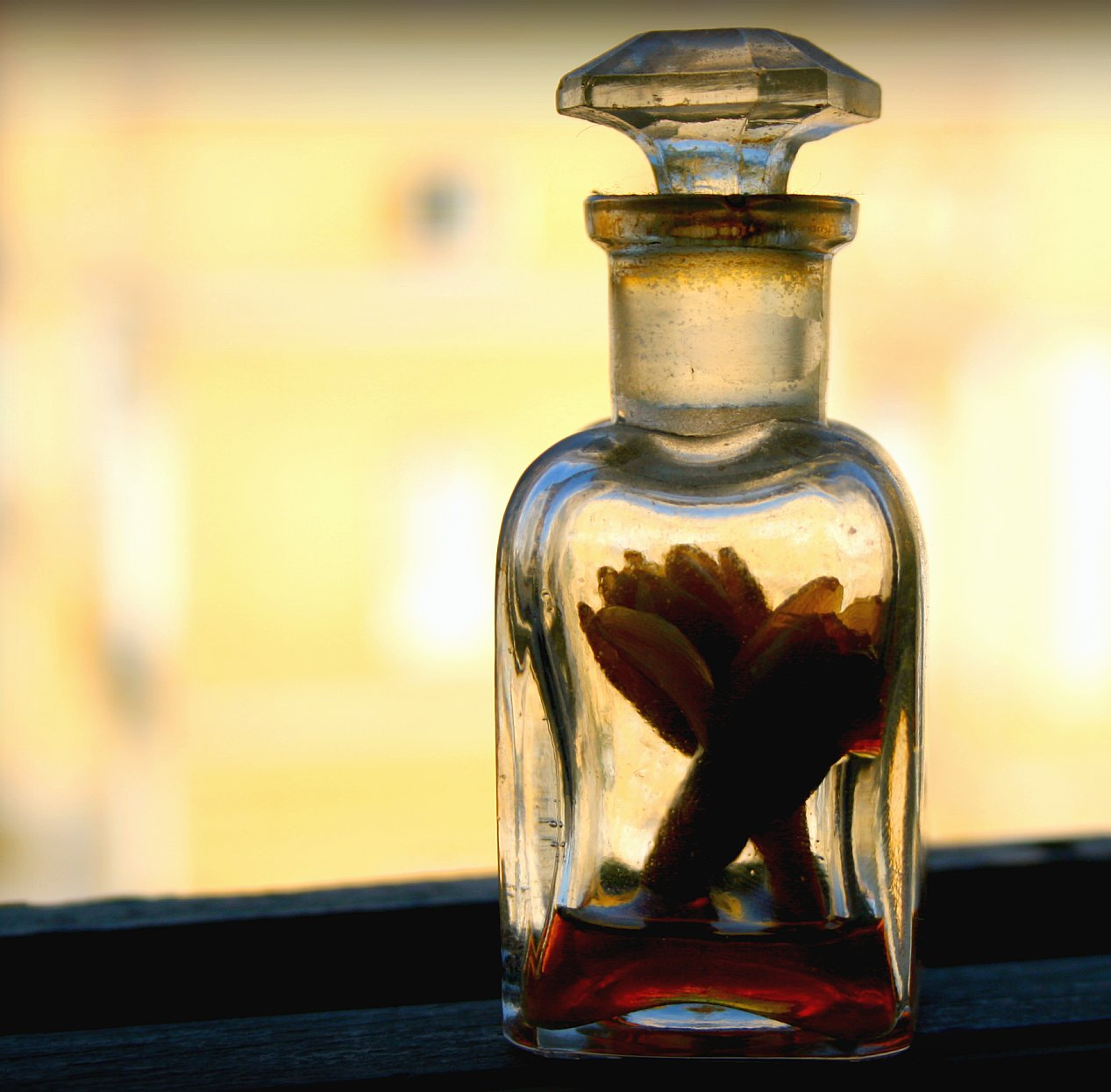
Huile parfumée de nard
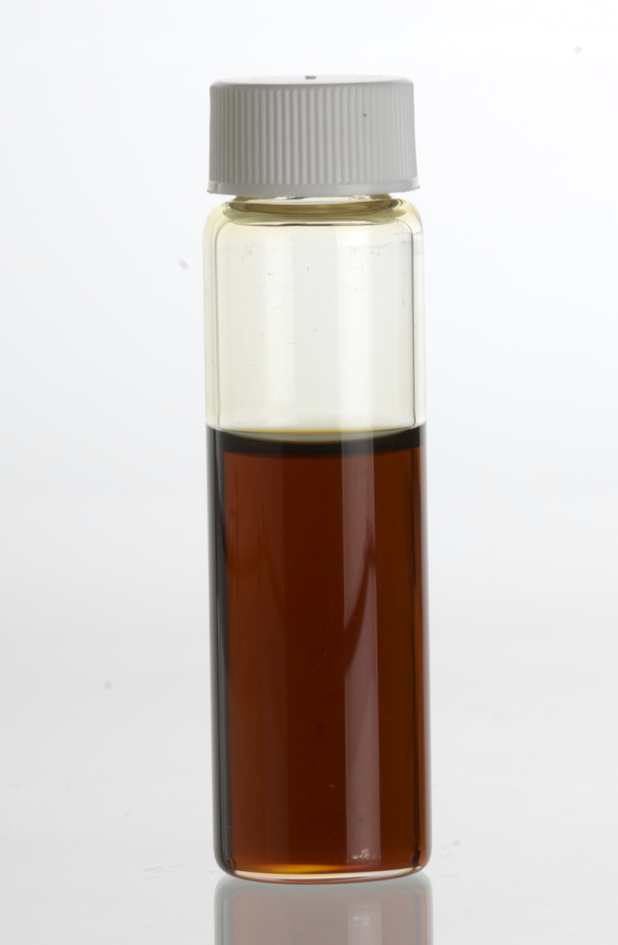
Huile essentielle de nard